# Савський шлях (Загреб)
Са́вський шлях (хорв. Savska cesta) — вулиця у столиці Хорватії Загребі. Починається від площі Рузвельта і простягається на південний захід аж до Савського мосту. Пролягає між Трешнєвкою і Трнє, відокремлюючи їх одне від одного та являючи собою східну адміністративну межу Трешнєвки. Перетинає вулицю Міста Вуковара біля Загрепчанки і розмежовує Загребський та Люблянський проспекти.
На цій вулиці знаходиться Загребська міська пожежна частина, розміщується монетний двір і друкарня з виготовлення цінних паперів, а на розі Савської та Славонського проспекту — знаменита друкарня газети «Vjesnik», де крім цієї газети друкувалися також інші суспільно значущі та популярні видання «Vjesnik u srijedu», «Večernji list», «Arena», «Studio», «Vikend» — кожне тиражем понад 100 000 примірників на день.

## Історія
Вулиця виникла на місці прокладеного 1766 року найкоротшого шляху від Градеця до річки Сави.
На перехресті Савського шляху та вулиці Міста Вуковара є меморіальний знак на спомин про виявлені 1940 року дві давньоримські могили.
У часи Хорватської весни на цій вулиці був Студентський центр, звідки розпочалися студентські демонстрації та де кувалися плани майбутньої самостійної Хорватії.